# إمام (اسم)
إمام هو اسم علم مذكر من أصل عربي، ومعناه هو الذي يؤم الناس في المسجد ويقتدى به في الفكر والعقيدة، وقائد الجيش وخليفة المسلمين والقدوة والحجة، فهو المقتدى دائمًا، ذكر الإمام بمعنى المقتدى في القرآن قال تعالى: ﴿واجعلنا للمتقين إمامًا﴾ [ الفرقان من الآية 74].

## شخصيات تحمل الاسم
- إمام إلياس (27 أكتوبر 1937 – 1958)
- إمام عبد الفتاح إمام (1934 – )
- إمام علي رحمن (سياسي طاجيكستاني، 5 أكتوبر 1952 – )
- إمام الصفطاوي (شاعر وكاتب اغاني مصري 1 يوليو 1923_14 أبريل2003)
- إمام جاني (لاعب كرة قدم سويدي، 1 أكتوبر 2003_)
- إمام سوتجو (سياسي تركي، 1871_25 نوفمبر 1922)
- إمام عاشور (لاعب كرة قدم مصري 20 فبراير 1998_)
- إمام عليم (شاعر ومطرب شعبي، 22 يونيو 1957_10 نوفمبر 1996)

- إمام قلي خان (قائد عسكري وسياسي في الدولة الصفوية، 1582_1633)

## وصلات خارجية
- موسوعة السلطان قابوس لأسماء العرب